# Adam Wingard
Adam Wingard (Oak Ridge, 3 dicembre 1982) è un regista, attore, scenografo montatore, sceneggiatore e musicista statunitense.

## Biografia
Adam Wingard è nato a Oak Ridge, nel Tennessee, e si è laureato alla Full Sail University nel 2002. Il primo film che ha girato è stato l'horror-commedia Home Sick, mentre il suo secondo film è stato Pop Skull, un thriller che narra la storia di un fantasma. Il film è stato girato con un budget di 2.000 dollari e ha vinto un premio al Cinema. Festa internazionale di Roma 2007 e al AFI Fest nel 2007. Successivamente girò A Horrible Way to Die (2010) e What Fun We Were Havin (2011). A Horrible Way to Day narra la storia amorosa di un serial killer. La pellicola è stata premiata nella sezione "Vanguard" al Toronto International Film Festival.

## Filmografia

### Regista
- Home Sick (2007)
- Pop Skull (2007)
- A Horrible Way to Die (2010)
- Autoerotic, collaborando con Joe Swanberg (2011)
- You're Next (2011)
- 60 Seconds of Solitude in Year Zero (2011)
- What Fun We Were Having (2011)
- V/H/S (2012) - film collettivo a episodi
- The ABCs of Death (2012) - film collettivo a episodi
- V/H/S/2 (2013) - film collettivo a episodi
- The Guest (2014)
- Blair Witch (2016)
- Death Note - Il quaderno della morte (Death Note) (2017)
- Godzilla vs. Kong (2021)
- Godzilla e Kong - Il nuovo impero (Godzilla x Kong: The New Empire) (2024)

### Attore
- Pop Skull (2007)
- Autoerotic, regia di Joe Swanberg (2011)
- Art History, regia di Joe Swanberg (2011)
- The Zone, regia di Joe Swanberg (2011)
- Marriage Material, regia di Joe Swanberg (2012)
- V/H/S, collaborando con altri registi (2012)
- V/H/S/2, collaborando con altri registi (2013)

### Scenografo
- Pop Skull (2007)
- Autoerotic, regia di Joe Swanberg (2011)
- What Fun We Were Having (2011)